# Kalývia (ort i Grekland, Mellersta Makedonien)
Kalývia är en ort i Grekland.   Den ligger i prefekturen Nomós Péllis och regionen Mellersta Makedonien, i den norra delen av landet, 300 km norr om huvudstaden Aten. Kalývia ligger 19 meter över havet och antalet invånare är 1 130.
Terrängen runt Kalývia är platt. Runt Kalývia är det ganska tätbefolkat, med 96 invånare per kvadratkilometer. Närmaste större samhälle är Giannitsá, 16,5 km öster om Kalývia. Trakten runt Kalývia består till största delen av jordbruksmark.